# Closer (альбом Joy Division)
Closer — другий студійний альбом англійської групи Joy Division, який був випущений 18 липня 1980 року.

## Композиції
1. Atrocity Exhibition - 6:06
2. Isolation - 2:53
3. Passover - 4:46
4. Colony - 3:55
5. A Means to an End - 4:07
6. Heart and Soul - 5:51
7. Twenty Four Hours - 4:26
8. The Eternal - 6:07
9. Decades - 6:10

## Учасники запису
- Єн Кертіс — гітара
- Бернар Самнер — гітара
- Пітер Хук — барабани
- Стефен Морріс — бас-гітара